# ダルリアダ王国
ダルリアダ王国は、アイルランドから渡ってきたスコット人がスコットランド西部に建国した王国。

## 名称
王国のアイルランド側ではダル・リアタ（Dál Riata）、スコットランド側ではダルリアーダ（Dalriada）という名が用いられたが、これは単にアイルランド語の綴りであるかそうでないかという問題に過ぎない。Dál Riataとは古アイルランド語に由来する。Dál とは部分を意味し、RiataまたはRiadaは人名であろうと推測されている。

## 歴史
498年、ファーガス・モー・マク・エルクが2人の弟を連れてキンタイア半島に上陸。アッド川のほとりのダナッドにダルリアダ王朝を樹立し、自らファーガス2世として初代国王についた。6世紀終わりから7世紀初頭には、現在のアーガイル・アンド・ビュート、Lochaber、そして北アイルランドのアントリム県までもほぼ包含していた。
ダルリアダは一般的に、ユアン・キャンベルのような一部の考古学者はこの説に近年反対しているものの、アイルランドのゲール人がスコットランドに築いた植民地とみなされてきた。ダルリアダ王国は、先住民族のピクト人のアルバ王国と激しい抗争を繰り返した。しかし、5世紀ごろよりスコットランドに入ってきたキリスト教の影響もあって、スコット人とピクト人は徐々に融和していった。
アイダーン・マク・ガブラーン王（en、574年頃-609年頃）の時代にダルリアダ王国は最高潮に達した。
伝承によれば846年、ダルリアダ王ケネス1世がアルバ王国との戦いに圧勝。自らアルバ王を兼ねてダルリアダ・アルバ両王国を統一したとされる。しかしこの伝承はダルリアダ側に伝わるもので、歴史学者から征服説について疑義が投げかけられている。反対に、アルバ王国がダルリアダ王国を何度か征圧したという証拠も残っている。
いずれにせよダルリアダ王国とアルバ王国が統一されたのは確認されており、その統治者がケネス1世でアルバ王国と名乗られていたことも確かである。スコットランドの王朝はこれを始祖とし、現在も「スコットランド」という英語の国名はゲール語では「アルバ」（Alba）と表記されている。